# Битва при Чокджинпхо
Битва при Чокджинпхо (кор. 赤珍浦海戰, 적진포 해전, яп. 赤珍浦の戦い, «Бій у Бухті червоних перлів»; 17 червня 1592) — морський бій, що відбувся між японським і корейським флотом у бухті Чокджинпхо корейського острова Коджо в ході Імджинської війни. Третя битва першої кампанії Лі Сунсіна.

## Короткі відомості
Після перемоги у нічній битві при Хаппхо 17 червня 1592 року, з'єднана ескадра флотів провінцій Чолла і Кьонсан під командуванням Лі Сунсіна і Вон Гюна отримала відомості, що у сусідній бухті Чокджинпхо перебувають 13 японських кораблів. Зранку того ж дня японці помітили противника, який переважав їх чисельно, і почали відступати у напрямку міста Чінхе. Корейський флот переслідував їх і в погоні зміг потопити 11 ворожих суден. Понад 2 тисячі японських вояків загинула. Незначна частина встигла зійти на берег і врятуватися від корейської корабельної артилерії в горах.
Битва при Чокджинпхо була третьою перемогою корейських збройних сил у Імджинській війні.